# عرب الطحاوية

اسره الطحاويه من قبيله الهنادي

## أصل التسمية
الهجرة الأولى للقبائل العربية، كانت بسبب الفتوحات الإسلامية ونتج عنها نزوح عدد كبير من القبائل العربية.
فاستوطنت قبائل العرب في القارة الافريقة وتنازعت قبائل فيما بينها فنزحت قبيلة السعادي إلى مصر فاستوطنت مجموعة منها بعض الدول العربية ومنها بني سليم وبني هلال ومنهم أيضا من
سكنوا بالبحيرة أول الامر وهم أول فرقة من السعادي تنزل مصر ويتركزون الآن في اطسا بالفيوم وفي البداري باسيوط وفي بعض قري البحيرة والغربية
ة ==
نزلوا من ليبيا الي مصر بعد العونة وسكنوا بغرب الإسكندرية وسميت بلده بهيج باسمهم غرب بحيرة مريوط ثم تفرقت عشائرها وعائلاتها في قري البحيرة والشرقيةفاقوس والدقهلية والمنوفية وهناك جزيرة في النيل تسمي بهيج في مركز ابنوب باسيوط كما توجد نقطة عرب بهيج في الفشن ببني سويفوهناك قريه بهيج بمركز اسيوط وتفرع منهم عائله عامر وعبد الجليل ومن عبد الجليل عائله البهيجى بمركز ساحل سليم0
وقد صاهرو من الاشراف بنو سليم وخشبه وبنو عدى وبنو شراقه بابنوب وساحل سليم واخميم والشرقية والمنوفيه وكثير من الانساب الشريفه في مصر0

## الهنادي
اما اسره الطحاويه    فنزلوا إلى قرية طحا بمدينة المنيا وبعد أن استقروا بها ولأنهم كانوا مترابطين جدا فقد كانوا قوة كبيرة. ولا ننسى أبناء عمومتهم البهجة والعونة ولكن أغلب الغزوات والجيوش كانت تخرج من قبيلة الهنادي والتي كانت تنصر اخوانها من قبيلة شمر وعنيزة في الشام ولذلك نتج عن ذلك تزاوج واختلاط كلي بين مجموعات من الهنادي الطحاوية وبين شمر وعنيزة واستقرو بجميع دول الشام ولهذا تجد عدد كبير منهم هناك حاليا.
أما الهنادي الذين هم في الأصل من قرية طحا في المنيا فقد خرج منهم بعض أبناء عمومتهم ليستقروا في الشرقية بجزيرة سعود وفي أنحاء مركز الحسينية ومركز بلبيس ومركز أبوحماد ومركز { أبوكبير } ومركز [كفر صقر] بعزبة عرب الطحاويه بمشيخة الحاج إبراهيم وجدى غالب الطحاوى عميد العائلة ومدن أخرى ليحملوا نفس اللقب وهو الطحاوي. ومن مشايخهم الشيخ سعد بك راغب الطحاوي وقد سميت منشأة راغب الطحاوي باسم والده الشيخ راغب سليمان الطحاوي والشيخ عطيه عليوه معاون الطحاوي

## الشهرة
إن عائلة الطحاويه أحد فروع الهنادى من قبيله بنى سليم، مع نزوح قبائل كثيره من الجزيرة إلى الشام والعراق ومصر، وتعد من القبائل القوية التي دخلت إلى مصر وفرضت وجودها وكان لها متاعب كثيره مع اسره محمد علي ما بين خلاف ومهادنه.
وكان معهم خيولهم الأصيله التي جاءوا بها، وامتلكوا الاراضى الزراعية الخصبة في المنيا والمناطق الشرقية على أحد فروع النيل ومناطق البحر الأحمر، وكانوا يحبون الخيل ويحترمونها جدا كعادة العرب ولا يربطون الا الأصايل.
وكانوا يتنافسون مع أسرة محمد علي على اقتناء الأفضل من الجزيرة والشام مع الاختلاف مع أسرة محمد علي التي كانت تبحث عن الجمال والشكل بينما الطحاوى يبحث عن القوة والتحمل التي هي الميزه الاصيله للحصان العربي ثم ياتى الشكل لاحقا، حتى ان محمد على توفيق اثنى في كتابه على خيل الطحاويه.
وكانت لهم علاقات قوية مع الليدى آن بلانت وجوديث فوربيث وكتبت عنها في كتابها الشهير (الكتاب الأزرق).وكان لهم حسهم البدوى الفطرى في اقتناء الخيل وتجربتها في الترحل والغزو والصيد وكانو يبحثون عن الأقوى في الطرد واللحاق.
وكانت علاقتهم مع عباس باشا ما بين المصادقة والفتور بسبب بعض الأفراس حتى وصل الامر إلى ان أمر بغزوهم بسبب رفضهم اعطائه بعض الافراس واضطروا للهجره إلى ليبيا.
في الأربيعينيات من القرن العشرين كان لهم صديق هو أحمد باشا حمزة وهو وزير في الدولة في ذلك الوقت ويهوى الأصايل وأخذ من الطحاوية ثلاث مهرات من أبناء بركات هم على النحو التالي (بركات ابن الدهماء -الشهوانيه- دهمان- أبو الشهوانية الكبير
اشتراه الشيخ عبد الله بن سعود الطحاوي من الشيخ جدعان بن مهيد الكبير).
وكانت لهم علاقات متميز مع عشائر شمر وعنزة.
أدخل أحمد باشا المهرات الثلاث إلى برنامج التربية الخاص به والثلاث مهرات هم فقط المسجليين في الواهو وخسرت اسره الخيل العربى واحدا من أهم اعمدتها الرئيسية وأصبحت الثلاث مهرات هم نواه تكوين الخيل الطحاوى المسجليين فقط وباقى هذا التراث الضخم لم يسجل.
ويعتبر سعد بك راغب الطحاوي المتوفي في 21 من مارس عام 1941 من رجالات وشيوخ الطحاوية لما تحلي به من شجاعة وأقدام وقد بلدة السلطان حسين بوسام النيل المعتبر من الطبقة الخامسة عام 1916 وقد. عقب هذا الشيخ 13 من الذكور وقد سميت منشأة راغب باسمه وهي احدي قري مركز الحسينية محافظة الشرقية وقد منح السلطان حسين كامل وسام النيل المعتبر من الطبقة الخامسة عام 1916 للشيخ سعد راغب حيث اشتهر بانه يتحلي بالصدق والإنصاف وذيع صيته في مديرية الشرقية الي ان توفي رحمة الله عليه عام 1941

## أنساب الطحاويه
والطحاوية ثلاثة اصناف....وأنواع منهم من الازد ومنهم من سليم ومن ال بيت رسول الله صلى الله عليه وسلم.
{{وفي شهر ربيع الأول: قدم محمد بن واصل الاحدب شيخ عرك من بلاد الصعيد طائعاً.وكان من خبره انه لما نجا وقت الهزيمة. واخذت امواله وحرمه ترامى بعد عود العسكر على العبد المعتقد ابى القاسم الطحاوى فكتب الشيخ في امره إلى الأمير شيخو يسال العفو عنه وتامينه. على انه يقوم بدرك البلاد ويلتزم بتحصيل جميع غلالها واموالها وما يحدث بها من الفساد فانه مواخذ به وانه يقابل نواب السلطان من الكشاف والولاة فكتب له امان سلطاني وكوتب بتطييب خاطره وحضوره امناً فسار ومعه الشيخ أبو القاسم. فاكرم الامراء الشيخ أبو القاسم الطحاوي واكرموا لاجله الاحدب وكان دخوله يومًا مشهوداً. وتمثل الاحداب بين يدي السلطان. وانعم عليه السلطان والبسه تشريفاً وناله من الامراء انعام كثير وضمن منهم درك البلاد على ما تقدم ذكره فرسم له باقطاع. وعاد الاحدب إلى بلاده بعد ما اقام نحو شهر وقد البسه السلطان تشريفاً ثانياً ثم توجه الشيخ أبو القاسم الطحاوي أيضاً بعد ايام وكان نزوله بزاوية العربان من القرافة فجددهاالامير شيخو تجديداً حسناً. وفيه توجه الناصر بن المجاهد صاحب اليمن عائداً إلى ابيه بمن معه بعد اربعة أشهر من قدومه. 
واخذ معه كثير من الصناع والمخايلين والشعبذين والمساخر وارباب الملاهى وتحفا عديدة قامت عليه باموال جزيلة وانعم عليه السلطان والامراء بغير نوع من الهدايا والتحف السنية والبسوه الخلع الجليلة وبالغوا في اكرامه. 
وجهروا له ما يحتاج اليه من المراكب وكتب إلى وفي حادي عشر رجب: افرج عن الأمير سيف الدين منجك والأمير علاء الدين مغلطاي أمير اخور. 
وكان المعتنى بالامير منجك الأمير شيخو والمعتنى بالامير مغلطاي الأمير طاز. }}
{{سنة اربع عشرة وسبعمائة: كتب السلطان لنائب حلب وحماة وحمص وطرابلس وصفد بان أحدًا منهم لا يكاتب السلطان وانما يكاتب الأمير تنكز نائب الشام ويكون تنكز هو المكاتب للسلطان في امرهم فشق ذلك على النواب واخذ الأمير سيف الدين بلبان طرنا نائب صفد ينكر ذلك فكاتب فيه تنكز السلطان حتى عزل واستقر عوضه الأمير بلبان البدري وحمل بلبان طرنا مقيدًا إلى مصر وسجن بالقلعة. 
ثم ان السلطان اهتم بعمارة الجسور بارض مصر وترعها وندب الأمير عز الدين ايدمر الخطيري إلى الشرقية والأمير علاء الدين ايدغدي شقير إلى البهنساوية والأمير حسين بن جندر إلى اسيوط ومنفلوط والأمير سيف الدين اقول الحاجب إلى الغربية والأمير سيف الدين قلي أمير سلاح إلى الطحاوية وبلاد الاشمونين والأمير جنكلي بن البابا إلى القليوبية والأمير بهادر المعزي ثم ان السلطان قبض على الأمير ايدغدي شقير وعلى الأمير بكتمر الحسامي الحاجب صاحب الدار خارج باب النصر في أول شهر ربيع الأول سنة خمس عشرة وسبعمائة فقتل ايدغدي شقير من يومه لانه اتهم انه يريد الفتك بالسلطان واخذ من بكتمر الحاجب مائة الف دينار وسجن. 
ثم قبض السلطان على الأمير طغاي وعلى الأمير تمر الساقي نائب طرابلس وحمل إلى قلعة الجبل وقبض على الأمير بهادر اص وحمل إلى الكرك من دمشق. }}
{{والذي استقرّ عليه الحال في دولة الناصر محمد بن قلاوون ان الوجه القبلي ستة اعمال وهي من عمل قوص وهو اجلها ومنه اسوان وغرب قوله وعمل اخميم وعمل اسيوط وعمل منفلوط وعمل الاشمونين وبها الطحاوية وعمل البهنساوية الغربيّ وهو عبارة عن قرى على غربي المنهي المارّ إلى الفيوم وعمل الفيوم وعمل اطفيح وعمل الجيزة. }}
{{فلما كان في المحرّم سنة اثنتين مائتين ورد كتاب المامون اليه يامره بالبيعة لوليّ عهده عليّ بن موسى الرضى فبويع له بمصر وقام في فساد ذلك إبراهيم بن المهديّ ببغداد وكتب إلى وجوه الجند بمصر يامرهم بخلع المامون ووليّ عهده وبالوثوب على السريّ فقام بذلك الحارث بن زرعة بن محرّم بالفسطاط وعبد العزيز بن الوزير الجرويّ باسفل الأرض ومسلمة بن عبد الملك الطحاويّ الازديّ ((بالصعيد)) وخالفوا السريّ ودعوا إلى إبراهيم بن المهديّ وعقدوا على ذلك الامر لعبد العزيز بن عبد الرحمن الازديّ فحاربه السريّ وظفر به في صفر ولحق كل من كره بيعة عليّ الرضى بالجرويّ لمنعته بتنيس وشدة سلطانه فسار إلى الإسكندرية وملكها ودعى له بها وببلاد الصعيد ثم سار في جمع كبير لمحاربة السريّ واستعدّ كل منهما لصاحبه باعظم ما قدر عليه فبعث اليه السريّ ابنه ميمونًا فالتقيا بشطنوف فقتل ميمون في جمادى الأولى سنة ثلاث ومائتين واقبل الجرويّ على مراكبه إلى الفسطاط ليحرقها فخرج اليه اهل المسجد وسالوه الكف فانصرف عنها وحارب الإسكندرية غير مرّة وقتل بها من حجر اصابه من منجنيقه في اخر صفر سنة خمس ومائتين}}
{{كورة طحا وجير شنودة. (اصل الطحاوية) اما طحا فبفتح الطاء والحاء المهملتين والف في الاخر كانت في القديم مدينةً ذات عمل ولذلك تعرف بطحا المدينة وهي الآن من عمل الاشمونين التي ذكرها في الكلام على الاعمال المستقرة واليها ينسب الطحاويه. }}
ومن افرع الهنادي أيضا البدادي ومطرود والاطرش والفرجاني والسلم والافراد وغيرهم وكلهم اصحاب شأن رفيع
{{ومن خلال استعراضنا لحيثيات هذه الزيارة الرسمية التاريخية التي قام بها الملك عبد العزيز لمصر خلال الإثني عشر يومًا التي شكلت عيدًا متصلاً للمصريين نتبين كيف اشترك الشعب المصري بكامل طوائفه في استقبال ضيف مصر، والترحيب به إلى جانب الملك فاروق والحكومة المصرية والهيئات الرسمية والأزهر الشريف والجامعة المصرية والأحزاب السياسية على اختلاف توجهاتها. بل لقد شارك العمال والفلاحون والموظفون والأعيان والنواب والشيوخ، بل وكذلك النساء من شرفات منازلهن في المدن والقرويات اللاتي كن يزغردن على سطوح دورهن أثناء زيارة العاهل السعودي لأنشاص والمناطق الريفية(83). كما رحب بجلالته مشايخ العرب من عمد وأعيان قبائل الجوازي، والفوايد، والرماح، والفرجان، كما احتفلت به عشائر الحويطات وعرب الطحاوية(84).
05:17، 1 نوفمبر 2008 (UTC)
2008 
2008